# Maguangua inconspicua
Maguangua inconspicua är en insektsart som beskrevs av Walker 1870. Maguangua inconspicua ingår i släktet Maguangua och familjen dvärgstritar. Inga underarter finns listade i Catalogue of Life.